# Phylacia mexicana
Phylacia mexicana är en svampart som beskrevs av Medel, J.D. Rogers & Guzmán 2006. Phylacia mexicana ingår i släktet Phylacia och familjen kolkärnsvampar.   Inga underarter finns listade i Catalogue of Life.